# Liste des titres musicaux numéro un en France en 2012
Cette page liste les titres numéro un des meilleures ventes de disques en France pour l'année 2012 selon le SNEP. Les ventes physiques et numériques d'albums et de singles sont fusionnées en France depuis le 31 janvier 2011. Les classements sont issus des 100 meilleures ventes de singles (fusionnés) et des 200 meilleures ventes d'albums (fusionnés).

## Classement des singles

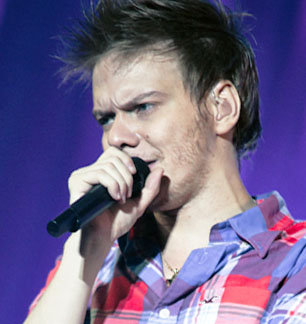
Le chanteur brésilien Michel Teló a été numéro un pendant 9 semaines avec Ai se eu te pego.

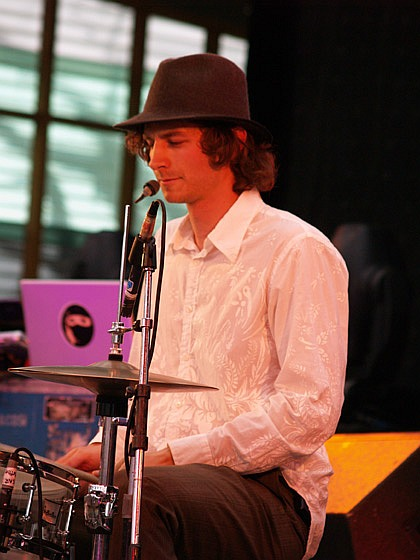
Le chanteur belgo-australien Gotye a été comme son prédécesseur numéro un pendant 9 semaines avec Somebody That I Used to Know.

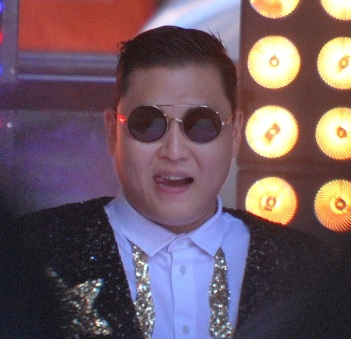
Le chanteur et rappeur PSY devient le premier artiste coréen à être numéro un en France grâce à son hit Gangnam Style.

| №  | Date         | Artiste                | Titre                                  | Ventes |
| -- | ------------ | ---------------------- | -------------------------------------- | ------ |
| 1  | 8 janvier    | Shakira                | Je l'aime à mourir (La quiero a morir) | 9 986  |
| 2  | 15 janvier   | Shakira                | Je l'aime à mourir (La quiero a morir) | 9 929  |
| 3  | 22 janvier   | Michel Teló            | Ai se eu te pego                       | 9 476  |
| 4  | 29 janvier   | Shakira                | Je l'aime à mourir (La quiero a morir) | 16 684 |
| 5  | 5 février    | Michel Teló            | Ai se eu te pego                       | 15 777 |
| 6  | 12 février   | Michel Teló            | Ai se eu te pego                       | 18 371 |
| 7  | 19 février   | Michel Teló            | Ai se eu te pego                       | 21 038 |
| 8  | 26 février   | Michel Teló            | Ai se eu te pego                       | 21 293 |
| 9  | 4 mars       | Michel Teló            | Ai se eu te pego                       | 22 613 |
| 10 | 11 mars      | Michel Teló            | Ai se eu te pego                       | 19 988 |
| 11 | 18 mars      | Michel Teló            | Ai se eu te pego                       | 16 729 |
| 12 | 25 mars      | Michel Teló            | Ai se eu te pego                       | 12 101 |
| 13 | 1er avril    | Gotye featuring Kimbra | Somebody That I Used to Know           | 13 024 |
| 14 | 8 avril      | Gotye featuring Kimbra | Somebody That I Used to Know           | 15 504 |
| 15 | 15 avril     | Gotye featuring Kimbra | Somebody That I Used to Know           | 14 593 |
| 16 | 22 avril     | Gotye featuring Kimbra | Somebody That I Used to Know           | 13 955 |
| 17 | 29 avril     | Gotye featuring Kimbra | Somebody That I Used to Know           | 12 949 |
| 18 | 6 mai        | Gotye featuring Kimbra | Somebody That I Used to Know           | 11 638 |
| 19 | 13 mai       | Gotye featuring Kimbra | Somebody That I Used to Know           | 11 544 |
| 20 | 20 mai       | Gotye featuring Kimbra | Somebody That I Used to Know           | 11 189 |
| 21 | 27 mai       | Gotye featuring Kimbra | Somebody That I Used to Know           | 8 553  |
| 22 | 3 juin       | Gusttavo Lima          | Balada                                 | 12 101 |
| 23 | 10 juin      | Gusttavo Lima          | Balada                                 | 11 057 |
| 24 | 17 juin      | Carly Rae Jepsen       | Call Me Maybe                          | 9 224  |
| 25 | 24 juin      | Tacabro                | Tacata'                                | 9 877  |
| 26 | 1er juillet  | Carly Rae Jepsen       | Call Me Maybe                          | 8 866  |
| 27 | 8 juillet    | Carly Rae Jepsen       | Call Me Maybe                          | 9 348  |
| 28 | 15 juillet   | Carly Rae Jepsen       | Call Me Maybe                          | 8 536  |
| 29 | 22 juillet   | Carly Rae Jepsen       | Call Me Maybe                          | 8 414  |
| 30 | 29 juillet   | Carly Rae Jepsen       | Call Me Maybe                          | 7 839  |
| 31 | 5 août       | Carly Rae Jepsen       | Call Me Maybe                          | 8 255  |
| 32 | 12 août      | Carly Rae Jepsen       | Call Me Maybe                          | 6 879  |
| 33 | 19 août      | Alex Ferrari           | Bara Bará Bere Berê                    | 6 218  |
| 34 | 26 août      | Alex Ferrari           | Bara Bará Bere Berê                    | 6 570  |
| 35 | 2 septembre  | Carly Rae Jepsen       | Call Me Maybe                          | 8 725  |
| 36 | 9 septembre  | Carly Rae Jepsen       | Call Me Maybe                          | 9 132  |
| 37 | 16 septembre | Carly Rae Jepsen       | Call Me Maybe                          | 9 696  |
| 38 | 23 septembre | C2C                    | Down the Road                          | 7 987  |
| 39 | 30 septembre | Rihanna                | Diamonds                               | 12 238 |
| 40 | 7 octobre    | Rihanna                | Diamonds                               | 12 073 |
| 41 | 14 octobre   | Rihanna                | Diamonds                               | 12 805 |
| 42 | 21 octobre   | Psy                    | Gangnam Style                          | 12 204 |
| 43 | 28 octobre   | Psy                    | Gangnam Style                          | 12 445 |
| 44 | 4 novembre   | Adele                  | Skyfall                                | 27 242 |
| 45 | 11 novembre  | Adele                  | Skyfall                                | 24 186 |
| 46 | 18 novembre  | Adele                  | Skyfall                                | 18 310 |
| 47 | 25 novembre  | Adele                  | Skyfall                                | 15 440 |
| 48 | 2 décembre   | Mylène Farmer          | À l'ombre                              | 22 027 |
| 49 | 9 décembre   | Adele                  | Skyfall                                | NC     |
| 50 | 16 décembre  | Adele                  | Skyfall                                | NC     |
| 51 | 23 décembre  | Psy                    | Gangnam Style                          | 13 928 |
| 52 | 30 décembre  | Psy                    | Gangnam Style                          | NC     |

## Classement des albums

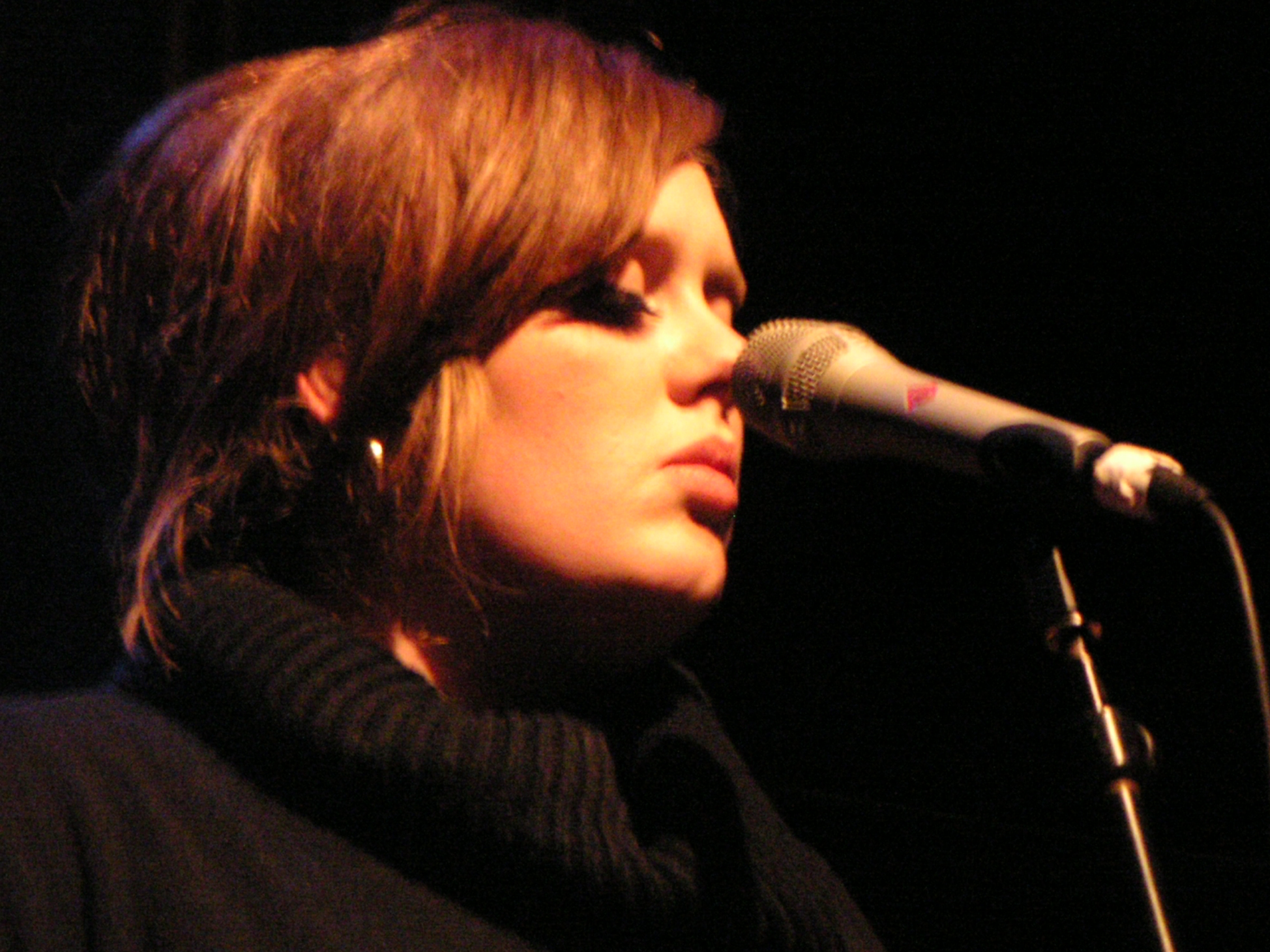
La chanteuse britannique Adele a été numéro un pendant 14 semaines en 2012 avec son second album studio 21.

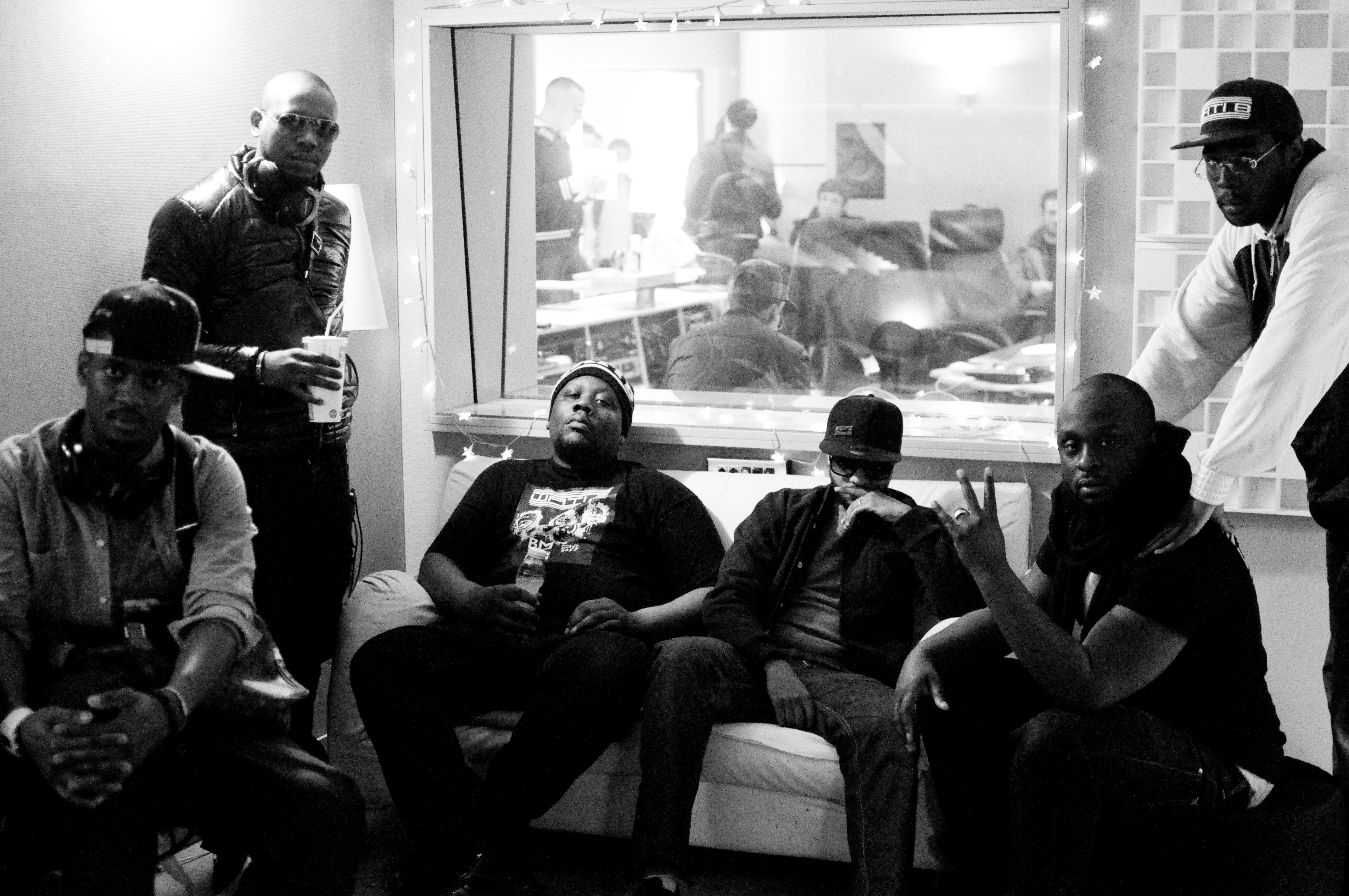
Le groupe de rap français Sexion d'Assaut a été numéro un pendant 5 semaines en 2012 avec leur second album studio L'Apogée.

| №  | Date         | Artiste            | Titre                          | Ventes  |
| -- | ------------ | ------------------ | ------------------------------ | ------- |
| 1  | 8 janvier    | Adele              | 21                             | 28 817  |
| 2  | 15 janvier   | Adele              | 21                             | 30 288  |
| 3  | 22 janvier   | Adele              | 21                             | 25 562  |
| 4  | 29 janvier   | Adele              | 21                             | 21 780  |
| 5  | 5 février    | Lana Del Rey       | Born to Die                    | 48 791  |
| 6  | 12 février   | Lana Del Rey       | Born to Die                    | 23 888  |
| 7  | 19 février   | Adele              | 21                             | 39 145  |
| 8  | 26 février   | Adele              | 21                             | 23 982  |
| 9  | 4 mars       | Adele              | 21                             | 23 095  |
| 10 | 11 mars      | Sexion d'Assaut    | L'Apogée                       | 65 949  |
| 11 | 18 mars      | Les Enfoirés       | Le Bal des Enfoirés            | 137 730 |
| 12 | 25 mars      | Les Enfoirés       | Le Bal des Enfoirés            | 114 004 |
| 13 | 1er avril    | Les Enfoirés       | Le Bal des Enfoirés            | 44 997  |
| 14 | 8 avril      | Les Enfoirés       | Le Bal des Enfoirés            | 29 138  |
| 15 | 15 avril     | Sexion d'Assaut    | L'Apogée                       | 16 109  |
| 16 | 22 avril     | Sexion d'Assaut    | L'Apogée                       | 13 902  |
| 17 | 29 avril     | NRJ Compilations   | NRJ Hit Music Only 2012        | 17 306  |
| 18 | 6 mai        | NRJ Compilations   | NRJ Hit Music Only 2012        | 17 368  |
| 19 | 13 mai       | Sexion d'Assaut    | L'Apogée                       | 11 860  |
| 20 | 20 mai       | Les Stentors       | Voyage en France               | 31 773  |
| 21 | 27 mai       | Les Stentors       | Voyage en France               | 21 830  |
| 22 | 3 juin       | Yannick Noah       | Hommage                        | 35 048  |
| 23 | 10 juin      | Yannick Noah       | Hommage                        | 17 915  |
| 24 | 17 juin      | Les Stentors       | Voyage en France               | 17 513  |
| 25 | 24 juin      | Sexion d'Assaut    | L'Apogée                       | 10 976  |
| 26 | 1er juillet  | Shy'm              | Caméléon                       | 19 962  |
| 27 | 8 juillet    | NRJ Compilations   | NRJ Summer Hits Only 2012      | 26 563  |
| 28 | 15 juillet   | NRJ Compilations   | NRJ Summer Hits Only 2012      | 20 552  |
| 29 | 22 juillet   | NRJ Compilations   | NRJ Summer Hits Only 2012      | 17 805  |
| 30 | 29 juillet   | NRJ Compilations   | NRJ Summer Hits Only 2012      | 17 012  |
| 31 | 5 août       | NRJ Compilations   | Zumba Fitness Dance Party 2012 | 18 930  |
| 32 | 12 août      | NRJ Compilations   | NRJ Extravadance 2012 Vol. 2   | 14 009  |
| 33 | 19 août      | NRJ Compilations   | Zumba Fitness Dance Party 2012 | 14 411  |
| 34 | 26 août      | NRJ Compilations   | Zumba Fitness Dance Party 2012 | 15 757  |
| 35 | 2 septembre  | Tryo               | Ladilafé                       | 22 247  |
| 36 | 9 septembre  | C2C                | TETR4                          | 20 894  |
| 37 | 16 septembre | Marc Lavoine       | Je descends du singe           | 24 000  |
| 38 | 23 septembre | Mika               | The Origin of Love             | 25 702  |
| 39 | 30 septembre | Baptiste Giabiconi | Oxygen                         | 21 149  |
| 40 | 7 octobre    | Muse               | The 2nd Law                    | 89 873  |
| 41 | 14 octobre   | Muse               | The 2nd Law                    | 28 334  |
| 42 | 21 octobre   | Muse               | The 2nd Law                    | 19 227  |
| 43 | 28 octobre   | Francis Cabrel     | Vise le ciel                   | 36 053  |
| 44 | 4 novembre   | Francis Cabrel     | Vise le ciel                   | 17 603  |
| 45 | 11 novembre  | Céline Dion        | Sans attendre                  | 95 569  |
| 46 | 18 novembre  | Johnny Hallyday    | L'Attente                      | 120 488 |
| 47 | 25 novembre  | Divers artistes    | Génération Goldman             | 70 913  |
| 48 | 2 décembre   | Patrick Bruel      | Lequel de nous                 | 59 619  |
| 49 | 9 décembre   | Mylène Farmer      | Monkey Me                      | 147 512 |
| 50 | 16 décembre  | Divers artistes    | Génération Goldman             | 91 376  |
| 51 | 23 décembre  | Céline Dion        | Sans attendre                  | 140 718 |
| 52 | 30 décembre  | NRJ Compilations   | NRJ Music Awards 2013          | 84 530  |

## Meilleures ventes
Voici les meilleures ventes de singles, et d'albums, en 2012

### Singles
| №  | Artiste                | Titre                                  | Ventes  |
| -- | ---------------------- | -------------------------------------- | ------- |
| 1  | Michel Teló            | Ai se eu te pego                       | 292 400 |
| 2  | Gotye featuring Kimbra | Somebody That I Used to Know           | 278 800 |
| 3  | Carly Rae Jepsen       | Call Me Maybe                          | 225 500 |
| 4  | Psy                    | Gangnam Style                          | 201 200 |
| 5  | Khaled                 | C'est la vie                           | 198 900 |
| 6  | Tal                    | Le Sens de la vie                      | 173 600 |
| 7  | Lana Del Rey           | Video Games                            | 172 100 |
| 8  | Shakira                | Je l'aime à mourir (La quiero a morir) | 171 000 |
| 9  | Sexion d'Assaut        | Avant qu'elle parte                    | 161 600 |
| 10 | Rihanna                | Diamonds                               | 158 500 |

### Albums
| №  | Artiste         | Titre                     | Ventes  |
| -- | --------------- | ------------------------- | ------- |
| 1  | Adele           | 21                        | 615 000 |
| 2  | Céline Dion     | Sans attendre             | 568 000 |
| 3  | Sexion d'Assaut | L'Apogée                  | 539 000 |
| 4  | Divers artistes | Génération Goldman        | 484 000 |
| 5  | Les Enfoirés    | Le Bal des Enfoirés       | 390 000 |
| 6  | Johnny Hallyday | L'Attente                 | 387 000 |
| 7  | Lana Del Rey    | Born to Die               | 341 000 |
| 8  | Muse            | The 2nd Law               | 312 000 |
| 9  | Mylène Farmer   | Monkey Me                 | 307 000 |
| 10 | M. Pokora       | À la poursuite du bonheur | 270 000 |

### Chronologie
- Liste des titres musicaux numéro un en France en 2011
- Liste des titres musicaux numéro un en France en 2013